# Dsjarschynskaja Hara
Die Dsjarschynskaja Hara (belarussisch Дзяржынская гара, vor 1958 auch Святая гара Swjataja hara; russisch Дзержинская Гора Dserschinskaja Gora) ist mit 345 m die höchste Erhebung von Belarus und liegt westlich der Hauptstadt Minsk und nördlich der Stadt Dsjarschynsk (Dserschinsk). Sie ist Bestandteil des Belarussischen Höhenrückens und nach dem sowjetischen Revolutionär Felix Dserschinski benannt.